# Kowtschyn
Kowtschyn (ukrainisch Ковчин; russisch Ковчин Kowtschin) ist ein Dorf in der ukrainischen Oblast Tschernihiw mit etwa 1280 Einwohnern (2001).
Das 1667 erstmals schriftlich erwähnte Dorf befindet sich im Rajon Tschernihiw am rechten Ufer der Desna 8 km nordöstlich vom ehemaligen Rajonzentrum Kulykiwka und 45 km östlich vom Oblastzentrum Tschernihiw.
Am 7. Februar 2017 wurde das Dorf ein Teil der neugegründeten Siedlungsgemeinde Kulykiwka, bis dahin bildete es zusammen mit dem Dorf Ukrajinske (Українське) die gleichnamige Landratsgemeinde Kowtschyn (Ковчинська сільська рада/Kowtschinska silska rada) im Norden des Rajons Kulykiwka.
Am 17. Juli 2020 kam es im Zuge einer großen Rajonsreform zum Anschluss des Rajonsgebietes an den Rajon Tschernihiw.

## Persönlichkeiten
In Kowtschyn kam der ukrainische Politiker und Dichter Mychailo Tusch (Михайло Никифорович Туш; 1943–2013) zur Welt.